# Il mondo secondo Jeff Goldblum
Il mondo secondo Jeff Goldblum  (The World According to Jeff Goldblum) è una serie documentario del 2019 presentata da Jeff Goldblum (doppiato da Mario Cordova) in streaming su Disney+ dal 12 novembre 2019 e dal 24 marzo 2020 in Italia.
Il 17 gennaio 2020, la serie è stata rinnovata per una seconda stagione ed è uscita divisa in due blocchi di 5 puntate rispettivamente il  12 novembre 2021 e il 19 gennaio 2022.
Il 26 maggio 2023, in occasione del parziale sfoltimento del catalogo internazionale di Disney+, la serie viene rimossa dalla piattaforma (a quanto annunciato, in maniera probabilmente permanente).

## Trama
(Jeff Goldblum, host)
La serie segue Jeff, in cui "esplora il mondo". Lo fa parlando di argomenti come videogiochi, gelati e scarpe da ginnastica chiacchierando con influencer ed esperti con una vasta conoscenza ed esperienza in queste materie particolari.

## Puntate

### Stagione 1
| nº | Titolo originale | Titolo italiano      | Diretto da                | Pubblicazione USA | Pubblicazione Italia |
| -- | ---------------- | -------------------- | ------------------------- | ----------------- | -------------------- |
| 1  | Sneakers         | Scarpe da ginnastica | Nic Stacey                | 12 novembre 2019  | 24 marzo 2020        |
| 2  | Ice Cream        | Gelato               | Nic Stacey                | 15 novembre 2019  | 27 marzo 2020        |
| 3  | Tattoos          | Tatuaggi             | Karen McGann              | 22 novembre 2019  | 3 aprile 2020        |
| 4  | Denim            | Jeans                | N.D.                      | 29 novembre 2019  | 10 aprile 2020       |
| 5  | BBQ              | Barbecue             | Karen McGann              | 6 dicembre 2019   | 17 aprile 2020       |
| 6  | Gaming           | Gaming               | Simon Lloyd, Karen McGann | 13 dicembre 2019  | 24 aprile 2020       |
| 7  | Bikes            | Biciclette           | Simon Lloyd, Karen McGann | 20 dicembre 2019  | 1º maggio 2020       |
| 8  | RVs              | Camper               | Simon Lloyd, Karen McGann | 27 dicembre 2019  | 8 maggio 2020        |
| 9  | Coffee           | Caffè                | Karen McGann, Nic Stacey  | 3 gennaio 2020    | 15 maggio 2020       |
| 10 | Cosmetics        | Cosmetici            | Karen McGann              | 10 gennaio 2020   | 22 maggio 2020       |
| 11 | Pools            | Piscine              | Karen McGann, Nic Stacey  | 17 gennaio 2020   | 29 maggio 2020       |
| 12 | Jewelry          | Gioielli             | N.D.                      | 24 gennaio 2020   | 5 giugno 2020        |

### Stagione 2
| nº            | Titolo originale | Titolo italiano    | Pubblicazione    |
| Prima parte   | Prima parte      | Prima parte        | Prima parte      |
| ------------- | ---------------- | ------------------ | ---------------- |
| 1             | Dogs             | Cani               | 12 novembre 2021 |
| 2             | Dance            | Danza              | 12 novembre 2021 |
| 3             | Magic            | Magia              | 12 novembre 2021 |
| 4             | Fireworks        | Fuochi d'Artificio | 12 novembre 2021 |
| 5             | Monsters         | Mostri             | 12 novembre 2021 |
| Seconda parte |                  |                    |                  |
| 6             | Tiny Things      | Miniature          | 19 gennaio 2022  |
| 7             | Puzzles          | Puzzle             | 19 gennaio 2022  |
| 8             | Motorcycles      | Moto               | 19 gennaio 2022  |
| 9             | Birthdays        | Compleanni         | 19 gennaio 2022  |
| 10            | Backyards        | I giardini         | 19 gennaio 2022  |

## Produzione
Lo serie è stata annunciata come parte della presentazione del National Geographic durante la riunione degli investitori della Disney l'11 aprile 2019 per Disney+.

### Riprese

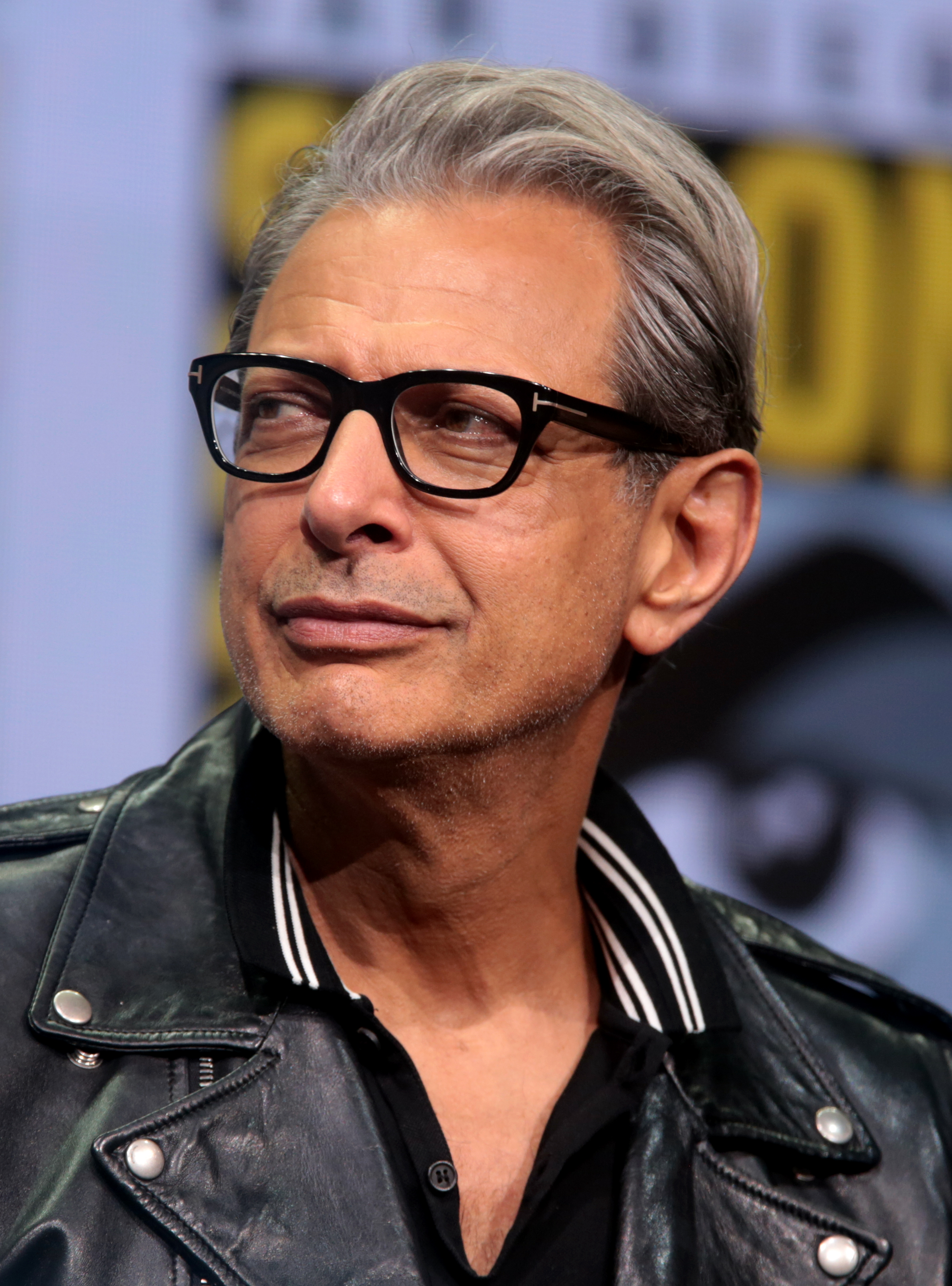
Jeff Goldblum è il presentatore del documentario

La produzione è iniziata ad aprile 2019. Durante le riprese, Jeff Goldblum ha fatto ricerche il meno possibile sugli argomenti presentati nella serie. Esplora una vasta gamma di prodotti tra cui scarpe da ginnastica, gelati, tatuaggi e biciclette.
Gli argomenti per la seconda stagione erano stati pianificati e le riprese erano iniziate all'inizio del 2020, prima di essere sospese a causa delle restrizioni COVID-19. Il primo episodio doveva essere sui fuochi d'artificio e sembra che Goldblum avesse filmato un'intervista con un astronauta per la serie. Non è noto se il materiale pianificato o già girato prima della pandemia di coronavirus verrà utilizzato nelle stagioni future.

## Promozione
Il 23 agosto 2019 Disney+ ha pubblicato il primo poster in coincidenza con il suo pannello al D23 Expo. Più  tardi durante la loro presentazione hanno pubblicato il primo trailer completo. Il secondo trailer è stato pubblicato il 28 ottobre 2019. Il trailer in italiano è stato pubblicato il 27 marzo 2020.

## Distribuzione
Il primo episodio della serie è stato rilasciato il 12 novembre 2019, data di lancio di Disney+. Gli episodi sono stati distribuiti settimanalmente ogni venerdì, ad eccezione del primo, fino al 24 gennaio 2020 in 4K HDR. In Italia il primo episodio è stato distribuito su Disney+ il 24 marzo 2020, data di lancio italiana del servizio, per poi essere distribuiti ogni venerdì fino al 5 giugno 2020.
I primi cinque episodi della stagione 2 sono stati lanciati il 12 novembre 2021, che la Disney ha chiamato Disney+ Day, con il resto della stagione 2 a seguire il 19 gennaio 2022.

## Accoglienza

### Critica
Su Rotten Tomatoes, un sito aggregatore di recensioni, la prima stagione detiene una valutazione di approvazione dell'82% per la prima stagione con una valutazione media di 7,6/10, basata su 22 recensioni. Il consenso della critica recita: "Mentre i fan dell'uomo troveranno molto da apprezzare in questa eccentrica e allegra - se non terribilmente educativa - docu-serie, quelli che non sono già in sintonia con il suo particolare senso dello stile potrebbero non apprezzare Il mondo secondo Jeff." Su Metacritic, ha una media ponderata di 64 su 100 sulla base di 8 critici, indicando "recensioni generalmente favorevoli".

## Riconoscimenti
- Primetime Creative Arts Emmy Award
  - 2020 – Candidatura per la miglior speciale documentario o non-fiction (Outstanding Hosted Nonfiction Series or Special) a Jeff Goldblum, Jane Root, Peter Lovering, Keith Addis, Matt Renner, Arif Nurmohamed e John Hodgson[13]
  - 2022 – Candidatura per la miglior speciale documentario o non-fiction a Jeff Goldblum, Jane Root, Sara Brailsford, Keith Addis, Matt Renner, Chris Kugelman e John Hodgson[14]
- Hollywood Critics Association TV Award[15]
  - 2022 – Candidatura per la miglior docu-serie o non-fiction in streaming